# I Can't Be Satisfied
Singles de Muddy Waters
Gypsy Woman / Little Anna Mae
(1947) Train Fare Home / Sittin' Here and Drinkin' (Whiskey Blues)
(1948)
I Can't Be Satisfied est une chanson de blues écrite par Muddy Waters et enregistrée par lui à plusieurs reprises ; la première en 1941 pour Alan Lomax, la seconde en décembre 1947, sortie en single en juin 1948. Cette dernière représente une étape importante dans l'évolution du blues électrique. La chanson fait ensuite l'objet de nombreuses interprétations par différents artistes, la plus célèbre étant celle des Rolling Stones en 1965. 

## Origines
La formule « I can't be satisfied » (« je ne peux pas être satisfait » en français) est présente dans de nombreuses chansons de blues dès son invention à la fin du XIXe siècle. 
Parmi les chansons traditionnelles publiées par le folkloriste Howard W. Odum entre 1095 et 1908, il en est une qui comprend les paroles « I got the blues an' can't be satisfied ».
La frustration est d'ailleurs un thème récurrent du blues.
Des paroles identiques figurent dans Baby Seals Blues de Charles Anderson en 1922.
En 1926, Langston Hughes écrit « I got the Weary Blues and I can't be satisfied » dans son poème sur le blues The Weary Blues.
Dans son morceau de 1928, Bull  Frog Blues, William Harris chante « Got the bull frog blues, can't be satisfied ». La même année, Mississippi John Hurt enregistre la chanson intitulée Got The Blues (Can't Be Satisfied). Le chanteur country Bob Wills enregistre également une chanson titrée I Can't Be Satisfied en 1935.

## Enregistrement et réception
McKinley Morganfield, qui ne se fait pas encore appeler Muddy Waters, enregistre I Can't Be Satisfied pour la première fois le 31 août 1941 dans une plantation à Stovall, Mississippi, avec les folkloristes Alan Lomax et John Work, pour les archives sonores de l'American Folk Song de la Librairie du Congrès. La chanson est alors intitulée I Be's Troubled par Lomax (ou I've Never Been Satisfied dans les notes de Work). Cet enregistrement sort en janvier 1943 dans un coffret de 6 albums, Folk Music of the United States (disque IV : Afro-American Blues and Game Songs). La chanson est un blues à 12 mesures que Muddy Waters interprète seul, s'accompagnant lui-même à la guitare acoustique, dans le style Delta blues de ses idoles d'alors, Son House et Robert Johnson.
Muddy Waters enregistre une seconde fois I Can't Be Satisfied en décembre 1947 pour Aristocrat (qui deviendra Chess Records par la suite). Il est accompagné par Ernest "Big" Crawford à la basse. Le morceau est enregistré en même temps que (I Feel Like) Going Home, placé en face B du single qui sort en juin 1948, sous le nom de Muddy Waters with Rythm Accompaniment. C'est son second single, mais le premier à rencontrer le succès, atteignant la 11e place  dans le classement Most-Played Jukebox Race Records du magazine Billboard. Cette fois-ci, Waters joue la chanson au bottleneck sur une guitare électrique, créant un mélange entre le country blues du Sud et le style urbain du Nord, qui deviendra sa marque de fabrique. 
Leonard Chess n'apprécie pas cette innovation, contrairement à Evelyn Aron, qui perçoit tout de suite son potentiel. Le succès du disque prouvera à Chess qu'il existe un marché pour ce style de Delta blues électrifié. I Can't Be Satisfied, I Feel Like Going Home et les enregistrements suivants de Muddy ouvrent la voie à son long règne au sommet de la scène blues de Chicago, et contribuent également à établir Chess Records en tant que label prééminent du Chicago Blues.
L'enregistrement de 1947 est réédité par Chess en juin 1952, sous le titre Looking For My Baby, en face B du single Please Have Mercy. Muddy Waters l'enregistre à nouveau en 1977, avec Johnny Winter et James Cotton, pour l'album Hard Again, puis pour l'album live qui suit, Breakin' It Up, Breakin' It Down.

### Charts
| Classement (1948) | Meilleure position |
| ----------------- | ------------------ |
| Race records      | 11                 |

## Influence

### The Rolling Stones
Pistes de The Rolling Stones No. 2
Under the Boardwalk
(8) Pain in My Heart
(10)
Les Rolling Stones enregistrent I Can't Be Satisfied le 10 juin 1964 dans les studios Chess à Chicago, pour figurer sur leur second album britannique, The Rolling Stones No. 2. Ce morceau est remarquable par la finesse du jeu de guitare slide de Brian Jones. Il le dit lui-même : « I Can't Be Satisfied est mon morceau préféré. J'y ai joué de la guitare au bottleneck et il comporte l'un des meilleurs solos de guitare que j'ai jamais réussi ». Cette version n'est pas publiée aux États-Unis avant 1972 sur la compilation More Hot Rocks (Big Hits and Fazed Cookies). On retrouve la reprise de Waters dans leur album live de 2017 On Air.
Mais I Can't Be Satisfied est également une des sources d'inspiration de Mick Jagger lorsqu'il écrit (I Can't Get No) Satisfaction.

### Autres reprises
Cette chanson est interprétée par de nombreux artistes,, essentiellement de blues et de rock, parmi lesquels on peut citer notamment :
- 1967 - R.L. Burnside, sous le titre I's Be Troubled.
- 1968 - Le Buddy Miles Express sur l'album Expressway to Your Skull.
- 1969 - John Hammond, sur l'album Southern Fried.
- 1969 - The Blues Project, lors d'un concert au Catacomb à Boston.
- 1970 - Led Zeppelin, lors d'un concert au Coliseum à Denver, où un extrait de la chanson est inclus dans un medley[17], puis le 27 juin 1977 au Forum, à Inglewood (Californie), en entier cette fois-ci[18].
- 1972 - Bonnie Raitt, Lowell George et John Hammond en concert, sorti sur l'album live Under a Falling Sky.
- 1974 - Big Joe Williams, sous le titre Going Down Home, sur Don't Your Plums Look Mellow Hanging on Your Tree.
- 1974 - Rory Gallagher en concert. L'enregistrement paraît en 2014 dans le coffret anniversaire de l'album Irish Tour '74.
- 1978 - Hot Tuna, sur l'album Double Dose.
- 1981 - Robert Plant et The Honeydrippers, en concert lors de la tournée Honeydrippers UK Club Tour.
- 1984 - Dr. Feelgood, sur l'album Doctor's Orders.
- 1991 - George Thorogood and the Destroyers, sur l'album Boogie People.
- 1992 - Bob Dylan, en concert lors de la tournée Never Ending Tour.
- 1992 - Bill Frisell, sur l'album Have a Little Faith.
- 1993 - Paul Rodgers, avec Brian Setzer, sur l'album hommage Muddy Water Blues : A Tribute to Muddy Waters.
- 1996 - Al Kooper, lors d'un concert à l'Idiot's Delight à New York pour la radio WNEW-FM.
- 1998 - The Notting Hillbillies, lors d'une série de concerts en résidence au Ronnie Scott's de Londres et Birmingham.
- 1999 - Eric Sardinas, sur son premier album Treat Me Right.
- 2000 - Jimmy Page & The Black Crowes, lors d'un concert du Excess All Areas Tour au Jones Beach Theater à Wantagh, état de New York.
- 2000 - Little Feat, dans un medley I Can't Be Satisfied / They're Red Hot (Hot Tamales), paru sur la compilation Hotcakes & Outtakes: 30 Years of Little Feat.
- 2002 - David Johansen and the Harry Smiths, sur l'album Shaker.
- 2002 - Mark Knopfler, en concert pendant la tournée Mark Knopfler and Friends.
- 2003 - Jim Byrnes, sur l'album Fresh Horses.
- 2004 - Buddy Guy, sur l'album Lightning in a Bottle - A One Night History of the Blues.
- 2005 - Elliott Murphy, sur l'album Murphy Gets Muddy.
- 2005 - Le groupe Eels, lors d'un concert au World Cafe Live à Philadelphie.
- 2007 - Harry Manx and Friends, sur l'album Live at the Glenn Gould Studio.
- 2009 - Fairport Convention, lors d'un concert au Festival Site à Cropredy.
- 2011 - Gregg Allman, sur l'album Low Country Blues.
- 2011 - Le Steve Miller Band, sur l'album Let Your Hair Down.
- 2014 - Joe Bonamassa, sur l'album Muddy Wolf at Red Rocks.

En 2008, la chanson est interprétée par l'acteur Jeffrey Wright, qui joue le rôle de Muddy Waters dans le film Cadillac Records. Cette version est éditée dans l'album de la bande originale du film, uniquement dans sa version Deluxe.
Les groupes Hot Tuna, Little Feat, The Pretty Things ou G. Love & Special Sauce jouent très régulièrement la chanson sur scène.